# Escravos
Az Escravos a Niger folyó deltájának egyik nyugati ága Nigériában. Az „escravos” szó portugálul rabszolgákat jelent, a területről indultak ki Nigériából a legnagyobb rabszolga szállítmányok az Amerikai Egyesült Államokba. Az 56 km hosszú folyóág mangróvemocsarak és homokhátak között éri el a Guineai-öbölhöz tartozó Benini-öbölt. Az Escravos mellett kikötők nincsenek, de vízi utak kötik össze a Forcados, Warri és Benin folyókkal. A Niger deltájában fekvő kikötőket (Burutu, Sapele, Koko) is a Escravos ágon keresztül közelítik meg a hajók 1964 óta, amikor a folyó medrét kikotorták, kimélyítették.